# Aizuwakamatsu
Aizuwakamatsu (会津若松市, Aizuwakamatsu-shi) est une ville de la préfecture de Fukushima au Japon. La ville est célèbre pour les objets de laque qu'on y produit, ainsi que pour ses textiles et son saké.

## Géographie

### Situation
Aizuwakamatsu est située au centre de la préfecture de Fukushima. Elle est traversée par le fleuve Agano. Le lac Inawashiro se trouve à l'est.

### Municipalités limitrophes
| Aizubange, Yugawa | Bandai        | Inawashiro |
| Aizumisato        | Aizuwakamatsu | Kōriyama   |
| Aizumisato        | Shimogō       | Ten'ei     |

### Démographie
En mai 2019, la population de la ville d'Aizuwakamatsu était de 119 989 habitants, répartis sur une superficie de 382,97 km2.

## Histoire
Capitale du clan Aizu, fondée autour d'un château construit en 1592, la cité fut partiellement détruite durant la guerre de Boshin (1868) mais les vestiges de son château demeurent encore debout.

## Culture locale et patrimoine

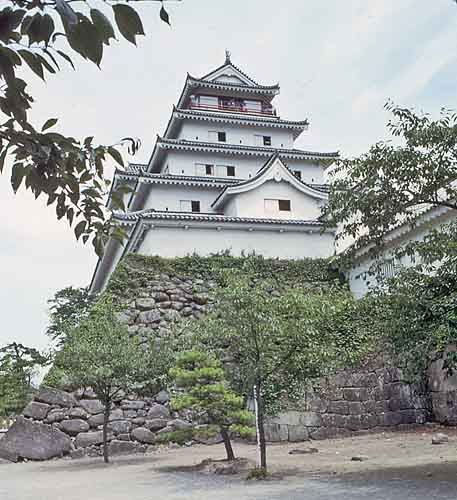
Château d'Aizuwakamatsu.

- Château d'Aizuwakamatsu
- Jardin royal Matsudaira d'Aizu
- Kannon d'Aizu
- Musée de Fukushima

## Transports
La ville est desservie par les lignes Ban'etsu Ouest et Tadami de la JR East, et la ligne Aizu de la compagnie Aizu Railway. La gare d'Aizu-Wakamatsu est la principale gare de la ville.

## Jumelages

### Avec des villes du Japon
- Mutsu, préfecture d'Aomori (depuis le 23 septembre 1984)
- Naruto, préfecture de Tokushima (depuis le 30 octobre 1999)
- Ina, préfecture de Nagano (depuis le 24 septembre 2000)
- Yokosuka, préfecture de Kanagawa (depuis le 17 avril 2005)

### Villes étrangères
- Jingzhou (Chine) depuis le 15 juin 1991[2]
- Saipan (États-Unis) depuis le 22 septembre 2006

## Personnalités originaires d'Aizuwakamatsu
- Yamaga Sokō, philosophe
- Hayashi Gonsuke, diplomate, conseiller privé
- Sōichirō Hoshi, seiyū[3]
- Hiroshi Sasagawa, créateur d'anime[4]